# تيم ساندبرغ
تيم ساندبرغ (بالسويدية: Tim Sandberg؛ بالفنلندية: Tim Sandberg) هو لاعب هوكي الجليد فنلندي وسويدي، ولد في 8 مايو 1990 في ستوكهولم في السويد.

## وصلات خارجية
- تيم ساندبرغ على موقع EliteProspects.com (الإنجليزية)
- تيم ساندبرغ على موقع Eurohockey.com (الإنجليزية)
- تيم ساندبرغ على موقع HockeyDB.com (الإنجليزية)